# Сања Јанчић
Сања Јанчић рођена у Београду, вишеструко је награђивана српска виолончелисткиња, композитор, педагог и преводилац.
Оснивач је првог српског чело квартета „Фемине”. Активна је и на пољу националне и међународне културе.

## Биографија
Рођена је у Београду, где је завршила основну и средњу музичку школу „Јосип Славенски“, у класи професора Ивана Попарића.
У току школовања, освојила је прву награду (у категорији виолончело) на фестивалу музичких школа Србије, две прве награде на републичким такмичењима Србије и две прве савезне награде на нивоу бивше СФР Југославије.

### Образовање у Москви
По препоруци познатог виолончелисте Данијела Шафрана, своје школовање наставила је на Конзерваторијуму „Петар Иљич Чајковски“ у Москви, где је и дипломирала у класи професора Валентина Фејгина. Фејгин је био један од водећих руских виолончелиста и истакнути професор Конзерваторијума (добитник прве награде на првом такмичењу „П. И. Чајковски“ у Москви), истакнути солиста совјетске и светске сцене и из његове класе је изашао велики број успешних виолончелиста који данас наступају широм света и предају на најпрестижнијим универзитетима.
Камерну музику, као подједнако важан предмет уз соло виолончело, Сања Јанчић је похађала у класи професора и дугогодишњег декана Конзерваторијума, виолончелисткиње Татјане Гајдамович. Она је у својој богатој педагошкој каријери створила ансамбле који су касније постали светски познати и данас наступају на светској сцени: „Московски трио“- (А. Бондурјански, И. Иванов, М. Уткин), „Трио Чајковски“ (К. Богино, П. Верников, А. Либерман) и многе друге. Сања Јанчић била је у класи професора Гајдамович једини инострани студент. У истој класи су били и Владимир Спиваков, Јуриј Башмет, Борис Березовски, Иља Калер, Борис Петрушански, Григориј Жислин, Татјана Гринденко и други истакнути уметници.

### Повратак у Југославију и инострана усавршавања
По завршетку студија, вратила се у Југославију и на позив професора и диригента Александра Павловића, постала је члан камерног оркестра „Душан Сковран“.
Две године касније, у великој конкуренцији виолончелиста из целог света, положила је аудицију и добила стални ангажман у Шпанији, у симфонијском оркестру „Orquesta Sinfonica de Tenerife“.
Положила је аудицију за магистарске студије у Лондону, на Краљевском конзерваторијуму Royal College of Music у класи директора и професора виолончела, Николаса Кинга и истовремено на Guildhall School of Music & Drama, у класи професора Кристофера Бантинга (Christopher Bunting).
Опредељује се за живот и рад у својој земљи, где интензивно концертира у сарадњи са пијанисткињом Истром Печвари. Наступала је на фестивалима: „Охридско лето“, „Скопско лето“, „Котор арт фестивал“, у Русији, Шпанији, Енглеској и другим земљама Европе, као и у свим познатим београдским салама: Коларчев народни универзитет, Академија наука, Скупштина града Београда, Културни центар Београд, у Новом Саду (Матица српска, Синагога) и тд.
Композитор Драган Кнежевић је за Сању Јанчић компоновао дело за виолончело и симфонијски оркестар „Регресија“, коју је извела и снимила уз пратњу Београдске филхармоније, под палицом маестра Ангела Шурева.
Наступала је као солиста и уз пратњу симфонијског оркестра „Станислав Бинички“ са којим је извела Д-дур концерт Хајдна у Дому војске у Београду. Наступала је као солиста и на заједничким концертима са Немањом Радуловићем, Константином Богином, Јованом Колунџијом и другима. Била је гост у радио и ТВ музичким емисијама „Драгстор озбиљне музике“ и „Суботом увече“ код Дејана Ђуровића, „За тоном траг“ код Марије Ковач, на Арт телевизији, у гостима код Марине Стефановић, на РТВ 1 и РТВ 2, на ТВ Б92, Новосадској ТВ, Руској телевизији итд.
Магистрирала је виолончело са оценом десет на Факултету музичке уметности у Београду. Усавршавала се код светски познатих виолончелиста: Данијела Шафрана, Валтера Дешпаља, Наталије Шаховскаје.
Сања Јанчић се педагошким радом бави од 1990. године. Предаје виолончело у Музичкој школи „Станковић“, у Београду. Добитница је Октобарске награде.

## Камерни ансамбли
Поред солистичких концерата, Сања Јанчић активно наступа и у камерним ансамблима.
Од 2005. године, Сања Јанчић наступа у дуету са француском пијанисткињом, Aurelie Tremblay. 2006. године представиле су се београдској публици са целовечерњим концертом у свечаној сали градске Скупштине.
2013. године основала је трио „Мајски“, са виолинистом Иваном Кундичевићем (дипломирао је на Институту Гњесиних у Москви) и пијанисткињом Татјаном Вратоњић (једини професор из Србије, који предаје на државној академији Conservatory of Santa Cecilia у Риму).
Исте године, у великој дворани Коларчевог народног универзитета, трио „Мајски“ премијерно је извео композиције: „Годишња доба“ П. И. Чајковског у аранжману за клавирски трио, као и „Годишња доба“ А. Пјацоле .
Сања Јанчић и Татјана Вратоњић свирају у дуету од 2013. године.

### Чело квартет Фемине
Основала је први чело-квартет у земљи „Фемине“ /„Cello Quartet Femine“/, 2001. године. Уметнички је руководилац „Cello Femine“, свира водећу деоницу и компонује и аранжира целокупан репертоар чело квартета. Са „Cello Femine“ интензивно је наступала на концертима и многобројним фестивалима у земљи и иностранству. (На јубилеју еминентне српске глумице Мире Ступице у Народном позоришту у Београду, извела је уз пратњу три виолончела и харфе „Смрт лабуда“ К. Сен-Санса уз примабалерину, Милицу Бијелић.)
Концертом у сали Камерне опере „Мадленијанум“, квартет је свечано отворио нову концертну салу за камерну музику, а целовечерњим концертом обележио је и јубиларну, пету годишњицу постојања ове опере.
На фестивалу „Белеф“, чело-квартет је одржао концерт у сали „Цвијета Зузорић“.
На фестивалу НОМУС у Новом Саду, чело-квартет је одржао концерт испред цркве Св. Јураја, који је РТС преносио уживо.
„Cello Femine“ је наступао на фестивалима: „Дани српског дховног Преображења“ у Манасији, на фестивалу „Јесен на Чукарици”, на летњим фестивалима у Крагујевцу, Панчеву, Смедереву, Градишту и у многим другим градовима Србије. Гостовале су и у бројним ТВ емисијама.

## Композиторски опус
Поред виолончелистичког репертоара, Сања Јанчић компонује и духовну хорску музику, музику за камерне ансамбле, као и симфонијску музику.
Њене хорске композиције изведене су на традиционалном ускршњем концерту у Храму св. Саве у Београду, у Народном музеју у Београду, на фестивалу „Хорови међу фрескама“, на фестивалу духовне музике у Темишвару (Румунија) итд.
Написала је музику за драму Зорана Стефановића Валцер за Олгу за потребе Руског позоришта у Београду 2018. године.

## Критички пријем
- „Моја прва импресија после извођења Дворжаковог концерта била је да сам управо чуо изузетно даровиту виолончелисткињу. Сјајна интонација, експресивна интерпретација поткрепљена брилијантном техником.“ — професор Кристофер Бантинг /Christopher Bunting, Guildhall School of Music & Drama/, Лондон
- „Одавно се у Београду није чуло овако звучно, страсно и истовремено прецизно виолончело. Код челисткиње Сање Јанчић, од првих тактова било је јасно да је руски ђак (класа чувеног професора Фејгина). У њеним рукама, виолончело је заблистало пуним сјајем. Брзи ставови су поседовали брио и искричавост једног Прокофјева. Ово је био Шостакович каквог одавно нисмо чули.“ — Смиљка Исаковић, лист Борба